# Neorruralismo (literatura española)
El neorruralismo es una corriente literaria española de principios del siglo XXI, especialmente tras la crisis económica de 2008, centrada en la revisión del mundo rural desde diferentes perspectivas contemporáneas, con influencias del concepto de la España vaciada, la globalización, el neoliberalismo, la tecnologización o el problema del cambio climático. Una de sus características recurrentes de los autores de esta tendencia es el uso de un léxico rico en términos rurales muy precisos, a veces en desuso o arcaicos.

## Antecedentes
La narrativa rural fue un género muy cultivado durante el Franquismo por autores de prestigio (Miguel Delibes en Las ratas, Camilo José Cela en La familia de Pascual Duarte, Juan Benet en Volverás a Región o Ana María Matute en sus cuentos) y también en los años de la Transición (con autores destacados como Julio Llamazares o Luis Mateo Díez). También se publicaron obras poéticas de inspiración rural, como las del citado Llamazares o las de Claudio Rodríguez. Este tipo de literatura decayó según avanzaba la década de 1980, cuando predominó una narrativa de carácter urbano, reflejo de la evolución de la propia sociedad española.

## Lo rural en la literatura de principios delsigloXXI
A principios del siglo XXI, y en particular en la década de los 2010, se produce un resurgir de la literatura rural en España. Para el escritor y ensayista Sergio del Molino: 

es una corriente de fondo que veo en muchos colegas de generación: la necesidad volver a las raíces míticas, a los orígenes familiares. No tanto para narrar el campo como para narrarse a sí mismos.

Para Pozuelo Yvancos, una de sus características de la corriente estriba en el uso del lenguaje: 

Un punto de vista neorrural, de vuelta al sabor de las palabras, de cómo se denomina el fruto primero de la higuera, las brevas, la matanza del cerdo en un pueblo u otros ritos comunales. [...] Un espacio que la joven narrativa está ganando con su apuesta por recuperar en el lenguaje narrativo una vida no urbanita, la autenticidad de herencias dilapidadas con demasiada rapidez.

### Novela y cuento
Los críticos señalaron la obra de Jesús Carrasco Jaramillo Intemperie como la que dio popularidad a esta corriente en un primer momento, aunque ya contara con precedentes tanto en novela como en cuento, especialmente en literatura castellana y leonesa influida por Miguel Delibes como la obra de Moisés Pascual Pozas. En la estela de Carrasco Jaramillo, e inspirándose en la comunidad educativa y libertaria de La Ruche Pilar Adón publicó Las efímeras (2015). La propia crisis económica española (2008-2015) fomentó la marcha de ciertas personas de las ciudades para instalarse en el campo y alentó esta clase de relatos, como la situación que refleja la novela Por si se va la luz de Lara Moreno.
Para Antonio Iturbe, la novela que mejor ilustra la relación entre los escritores actuales con el medio rural es Los asquerosos de Santiago Lorenzo, en el que se cuenta con tono humorístico como el protagonista debe refugiarse en un pueblo remoto para escapar de una persecución policial y, una vez allí, descubre que le encanta la vida campesina.
Panza de burro (2020) de Andrea Abreu, que explora la amistad y el amor en la Canarias rural de principios de los años 2000, obtuvo un amplio éxito de público y crítica, siendo traducida a cuatro idiomas. En ese año, también se publicaron Un amor de Sara Mesa, que relata la llegada de una mujer treinteañera a un núcleo rural y los conflictos y pasiones que esto desata en ella, y ha sido adaptada al cine por Isabel Coixet. En esta época se publican también Vozdevieja (2019), de Elisa Victoria, Los últimos. Voces de la Laponia española (2017), de Paco Cerdà, la novela de humor Un hípster en la España vacía de Daniel Gascón (2020) o Feria (2021), de Ana Iris Simón, que recibió una atención mediática significativa. Los ojos cerrados (2021) de Edurne Portela mezcla la novela de memoria (centrada en la Guerra Civil española y sus consecuencias) y la literatura neorrural.
En la literatura catalana destaca la obra de Irene Solà, y en particular Els dics (2018) y Canto yo y la montaña baila (2019), de carácter fantástico.
En el cuento, destacan obras de Moisés Pascual Pozas como Los descendientes del musgo (1980), Las voces de Candama (2002) y Espejos de humo (2005), cercanas al universo de Miguel Delibes. Otros ejemplos son los libros La marca de Creta (2008) de Óscar Esquivias o Voces remotas (2020) de Ignacio Sanz.

### Poesía
En poesía, un representante de esta tendencia es Fermín Herrero, cuyos libros suelen estar ambientados en la comarca soriana de Tierras Altas, de la que procede. Entre los autores jóvenes, se pueden incluir los libros Oración en el huerto de Juan Gallego Benot; Cantar qué de Juan de Beatriz o Autobús de Fermoselle de Maribel Andrés Llamero.
Neorrurales, antología de poetas del campo (Berenice, 2018) reunió a ocho autores (Alejandro López Andrada, Fermín Herrero, Reinaldo Jiménez, Sergio Fernández Salvador, Josep M. Rodríguez, David Hernández Sevillano, Hasier Larretxea y Gonzalo Hermo) de tres generaciones diferentes. La selección y el prólogo estuvieron a cargo de Pedro M. Domene.
En 2022 se publicó La tierra y la nada. Una antología poética de la España despoblada (Ed. Bala Perdida), con una selección realizada por Nacho Escuín de veinte autores nacidos o residentes en provincias con problemas de despoblación. Entre los poetas participantes se encuentran Sofía Castañón, Óscar Esquivias, Martín López-Vega, Vicente Muñoz Álvarez o Ape Rotoma.

### Ensayo
En ensayo, el citado Sergio del Molino publicó un ensayo titulado La España vacía (2016) en el que, con un tono autobiográfico, cuenta su recorrido por la España interior y denunció su despoblación. El libro contó con un éxito significativo y contribuyó a acuñar el concepto de "España vacía" o "vaciada". Posteriormente, del Molino publicó Atlas sentimental de la España vacía (2021). También se incluye en esta corriente Seré un anciano hermoso en un gran país (2016) de Manuel Astur.

## Recepción crítica
Para el crítico literario Álvaro Colomer «el [fenómeno] no llegó a cuajar», pero «en cierto modo, interrumpió la deriva estética que la narrativa española tenía hasta ese momento».
Para Luis Roso, el elemento más destacado que estos nuevos autores toman de otros anteriores como Delibes, es el lenguaje, «único nexo con las raíces familiares perdidas por uno u otro motivo». Para José Luis Calvo Carilla las novelas citadas "adolecen de la profunda actitud humanista del novelista vallisoletano, por lo que la vuelta al campo no deja de ser [...] un mero ejercicio de estilo en nueva clave temática". Este juicio también lo comparte el crítico Vicente Luis Mora: "la falta de autenticidad literaria de esta línea narrativa, carente de la preocupación por la excelencia que habían tenido los ascendentes (Miró, Cela, Delibes, Llamazares, etcétera) provoca que esta tendencia o más bien moda vaya a tener poco recorrido en nuestra historiografía literaria". Para Raúl Molina Gil, el término debería sustituirse por "literaturas de la ruralidad", ya que permitiría englobar un mayor número de obras, al no poner el foco en la condición de recién llegado (que implica el término neorrural). 
La crítica también ha señalado cómo en paralelo a este interés renovado por lo rural en la literatura se ha producido un fenómeno similar en el cine español, con películas como As bestas (2022), Alcarràs (2022), El agua (2022), 20.000 especies de abejas (2023) o Lo que arde (2019).

## Obras
- Intemperie, de Jesús Carrasco Jaramillo (novela).[3]
- Los descendientes del musgo, Las voces de Candama, Espejos de humo de Moisés Pascual Pozas.[7]
- Lobisón de Ginés Sánchez (novela).[3]
- El niño que robó el caballo de Atila de Iván Repila (novela).[3]
- El bosque es grande y profundo de Manuel Darriba (novela).[3]
- La marca de Creta de Óscar Esquivias (libro de cuentos).[23]
- Belfondo de Jenn Díaz (novela).[35]
- Por si se va la luz de Lara Moreno (novela).[10]
- Alabanza de Alberto Olmos (novela).[36]
- Crónicas de Umbroso de José Antonio Abella.[37]
- Tierras Altas y otras obras de Fermín Herrero (libros de poemas).
- Las efímeras de Pilar Adón.[9]
- Seré un anciano hermoso en un gran país de Manuel Astur.[29]
- Los últimos. Voces de la Laponia española, de Paco Cerdà[33]
- Vozdevieja de Elisa Victoria.[33]
- Panza de burro de Andrea Abreu.[13]
- Un hípster en la España vacía de Daniel Gascón.[11]
- Niadela de Beatriz Montañez.[11]
- Canto yo y la montaña baila de Irene Solà.[11]
- Un amor de Sara Mesa.[11]
- Feria de Ana Iris Simón.[17]
- Los ojos cerrados de Edurne Portela.[19]
- Autobús de Fermoselle de Maribel Andrés Llamero.[1]